# Stefan Jordan (Historiker)
Stefan Jordan (* 15. September 1967 in Hagen) ist ein deutscher Historiker.
Jordan besuchte das Gymnasium in Herdecke und leistete anschließend Zivildienst im Diakoniewerk Ruhr in Witten. Er studierte von 1988 bis 1994 Geschichte, Philosophie, Germanistik und Sozialwissenschaften an der Ruhr-Universität Bochum. Im Jahr 1998 wurde er dort bei Lucian Hölscher promoviert. Seit 1999 ist er wissenschaftlicher Angestellter der Historischen Kommission bei der Bayerischen Akademie der Wissenschaften in München. Dort ist er Mitarbeiter bei der Neuen Deutschen Biographie (NDB), als deren Chefredakteur er seit 2024 fungiert.
Seit 2002 ist Jordan Mitglied der Leibniz-Sozietät der Wissenschaften zu Berlin und seit 2008 ordentliches Mitglied des Münchener Zentrums für Editionswissenschaft.

## Schriften (Auswahl)
Autor
- Geschichtsschreibung. Geschichte und Theorie (= Oldenbourg Grundriss der Geschichte. Band 55). De Gruyter Oldenbourg, Berlin 2024, ISBN 978-3-11-061078-9.
- Theorien und Methoden der Geschichtswissenschaft. UTB-Schöningh, Paderborn 2009 (5., aktualisierte Auflage 2021, ISBN 978-3-8252-5760-6).
- Einführung in das Geschichtsstudium. Reclam, Stuttgart 2005 (überarbeitete und erweiterte Auflage 2019; durchgesehene und aktualisierte Auflage 2021, ISBN 978-3-15-019495-9).
- Geschichtstheorie in der ersten Hälfte des 19. Jahrhunderts. Die Schwellenzeit zwischen Pragmatismus und klassischem Historismus. Campus, Frankfurt am Main 1999, ISBN 3-593-36317-8.

Herausgeber
- mit Sina Farzin: Lexikon Soziologie und Sozialtheorie. Hundert Grundbegriffe. Reclam, Stuttgart 2015, ISBN 978-3-15-019297-9.
- mit Jürgen Müller: Lexikon Kunstwissenschaft. Hundert Grundbegriffe. Reclam, Stuttgart 2012, ISBN 978-3-15-010844-4 (Neuauflage unter dem Titel Grundbegriffe der Kunstwissenschaft 2018).
- mit Marnie Schlüter: Lexikon Pädagogik. Hundert Grundbegriffe. Reclam, Stuttgart 2010.
- mit Christian Nimtz: Lexikon Philosophie. Hundert Grundbegriffe. Reclam, Stuttgart 2009, ISBN 978-3-15-010711-9 (griechische Übersetzung 2014; Neuauflage unter dem Titel Grundbegriffe der Philosophie 2019).
- mit Burkhard Mojsisch: Philosophenlexikon. Reclam, Stuttgart 2009.
- mit Gunna Wendt: Lexikon Psychologie. Hundert Grundbegriffe. Reclam, Stuttgart 2005, ISBN 3-15-010582-X (Neuauflage 2010).
- Lexikon Geschichtswissenschaft. Hundert Grundbegriffe. Reclam, Stuttgart 2002 (chinesische Übersetzung 2012; Neuauflage unter dem Titel: Grundbegriffe der Geschichtswissenschaft 2019).
- mit Peter Th. Walther: Wissenschaftsgeschichte und Geschichtswissenschaft. Aspekte einer problematischen Beziehung. Wolfgang Küttler zum 65. Geburtstag. Spenner, Waltrop 2002, ISBN 3-933688-75-2.
- Zukunft der Geschichte. Historisches Denken an der Schwelle zum 21. Jahrhundert. Trafo, Berlin 2000, ISBN 3-89626-102-9.